# Metastelma crassiusculum
Metastelma crassiusculum är en oleanderväxtart som beskrevs av Rudolf Schlechter. Metastelma crassiusculum ingår i släktet Metastelma och familjen oleanderväxter. Inga underarter finns listade i Catalogue of Life.